# Unternehmensziel
Unternehmensziele sind in der Betriebswirtschaftslehre Ziele, die eine Unternehmensleitung für sich und alle Mitarbeiter setzt, um einen genau definierten künftigen Soll-Zustand im Hinblick auf den Erfolg eines Unternehmens während des Geschäftsprozesses im Markt zu ermöglichen.

## Allgemeines
Alle Wirtschaftssubjekte setzen sich Ziele, so dass neben Unternehmen auch der Staat (Staatsziele) und Privathaushalte (persönliche Ziele) an der Zielfindung und Zielerfüllung beteiligt sind. Die zu setzenden Ziele werden von der Unternehmensleitung durch konstitutive Entscheidungen vorgegeben und sollen das Handeln und Unterlassen aller Mitarbeiter im Sinne der Zielorientierung beeinflussen.
Unternehmensziele sind Ausdruck des Selbstverständnisses und des Anspruchs eines Unternehmens. Legt man den institutionellen Organisationsbegriff zugrunde, wird auch manchmal von Organisationszielen gesprochen. Unternehmensziele dienen zur Förderung des Betriebszwecks in der Zukunft.
Der angestrebte Soll-Zustand soll durch operative Entscheidungen erreicht werden.

## Zielhintergrund
Bei einem Unternehmensziel handelt es sich um einen zukünftigen, gegenüber dem gegenwärtigen im Allgemeinen veränderten, erstrebenswerten bzw. angestrebten Zustand, der sich von einem Ziel – im weiteren Sinn – darin unterscheidet, dass er das Ergebnis von ökonomischen Entscheidungen ist. Die diesen Entscheidungen zu Grunde liegenden Prinzipien können unterschiedlich sein, etwa die Gemeinwirtschaft (nach Eugen Schmalenbach) oder die Erwerbswirtschaft (nach Erich Gutenberg).
Um ihre Aktivitäten auf die Unternehmensziele ausrichten zu können, benötigen die Unternehmen eine festgelegte innere Ordnung. Die konstitutive Rahmenordnung hierfür wird durch eine Unternehmensverfassung vorgegeben. Eine solche liegt meist nicht schriftlich vor und dient dennoch als eine Art „Grundgesetz“ der Unternehmung; sie kommt dann in der Unternehmenskultur zum Ausdruck.
Vor dem Hintergrund eines in Privateigentum befindlichen, nach dem erwerbswirtschaftlichen Prinzip zum Zweck der Gewinnerzielung tätigen Unternehmens ist Gewinn- oder Rentabilitätsstreben nach der neueren Theorie der Unternehmung zwar nicht als die einzige, aber als die bedeutendste Zielsetzung anzusehen. Ziele von Non-Profit-Organisationen oder Öffentliche Betriebe und Verwaltungen bedürfen einer gesonderten Untersuchung, z. B. wenn es um die Gewichtung des Gewinnziels geht.
Die Vielschichtigkeit des Themas erlaubt es nicht, pauschale Aussagen über die Bedeutung bestimmter Ziele in einzelnen Unternehmungen zu treffen. Es ist festzuhalten, dass in der Unternehmenspraxis ein breites Spektrum von Zielen vorhanden ist, abhängig z. B. von der jeweiligen Rechtsform (privatrechtlich oder öffentlich-rechtlich) oder der Betriebsgröße (Familienunternehmen oder Großunternehmen) (siehe → Typisierung von Unternehmen).
Allgemein lässt sich feststellen, dass mit zunehmender Betriebsgröße und damit einhergehend wachsender Anzahl von Akteuren und Interessengruppen, die Quantität und Qualität der Ziele der Organisation zunehmen. Man spricht dann oft vom Ziel-Pluralismus. Es entstehen Zielsysteme und Zielhierarchien.
Zunehmend komplexe Systeme verlangen nach differenzierterer Untersuchung, es müssen sehr viel mehr Faktoren berücksichtigt werden. Hier können sich „einfache“ Unternehmensziele zu „höheren“ Zielen weiterentwickeln. Das strategische Management erweitert den Untersuchungsbereich um Begriffe wie etwa den so genannten Betriebszweck, die Vision oder Mission, die Unternehmensphilosophie bzw. das Unternehmensleitbild und Bereiche wie Unternehmenspolitik, Unternehmensverfassung und Unternehmenskultur.
In Kleinstunternehmen von geringer Komplexität und Unternehmensstruktur (wenigen Akteuren/Stakeholdern) und entsprechend wenigen Interdependenzen mit der Gesellschaft (kleinem Unternehmensumfeld) findet eine Untersuchung und wissenschaftliche Betrachtung von Zielsystemen, im Sinne der klassischen Betriebswirtschaftslehre, in der Regel nicht statt.
Zu beachten sind die vor-ökonomischen Ziele, also jene Ziele, die erfüllt sein müssen, um überhaupt die Unternehmensziele erreichen zu können. Dazu gehören beispielsweise Ziele wie „neue Kunden gewinnen“, „verlorene Kunden zurückgewinnen“ usw.

## Inhalt
Unternehmensziele müssen aus Zielinhalt, Zielausmaß, Zeitbezug und Zielträger bestehen. Zum Zielinhalt gehören Wertziele (Umsatzerlöse, Rentabilität, Jahresüberschuss oder Kosten), Sachziele (Aktivitäten, die der Erreichung der Wertziele dienen) sowie Humanziele (soziale Beziehungen zu Mitarbeitern, Lieferanten oder Kunden). Das Zielausmaß beschreibt die Ausprägung der Zielerreichung und bestimmt, wann ein Ziel als erreicht gilt. Beim Zeitbezug gibt es Zeitraumziele (Gewinnvorgabe-Budget für das folgende Geschäftsjahr) oder Zeitpunktziele (Abschluss eines Projektes zu einem bestimmten Zeitpunkt). Zielträger sind die von Unternehmenszielen betroffenen Kreise des Personals; Individualziele betreffen eine einzelne Arbeitskraft (etwa deren Führungskräfteentwicklung), Kollektivziele betreffen beispielsweise eine ganze Abteilung (etwa deren Kostensenkungsziele).

## Arten
Günter Wöhe unterscheidet die Unternehmensziele wie folgt:
| Kapitalgeber ökonomische Ziele                                                          | Arbeitnehmer soziale Ziele                                                                                     | Öffentlichkeit ökologische Ziele                                        |
| --------------------------------------------------------------------------------------- | --- | ----------------------------------------------------------------------- |
| Gewinnmaximierung Shareholder Value Rentabilität Unternehmenswachstum Existenzsicherung | gerechte Entlohnung gute Arbeitsbedingungen betriebliche Sozialleistungen Arbeitsplatzsicherheit Mitbestimmung | Ressourcenschonung Begrenzung von Emissionen Abfallvermeidung Recycling |

Die drei Interessengruppen Unternehmer, Arbeitnehmer und Öffentlichkeit verfolgen im Unternehmen unterschiedliche Ziele. Diese und weitere Interessengruppen haben Einfluss auf die Zielsetzung, nämlich Marktteilnehmer (Kunden, Lieferanten), öffentliche Hand und gesellschaftliche Gruppen. Wie diese – oft gegensätzlichen – Interessen optimal zu berücksichtigen sind, ist ein Hauptthema der Business-Analyse. Da etwa zwei Drittel aller Unternehmen Einzelunternehmen sind, dürfen individuelle Antriebskräfte nicht vernachlässigt werden. Unternehmensziele kleinerer Unternehmen, in denen der Unternehmer gleichzeitig die Chef-Position innehat, werden also maßgeblich durch seine privaten Interessen geprägt.
Weitere wichtige Unternehmensziele sind insbesondere:
- Neben Jahresüberschuss (Gewinn) und Rentabilität auch die Liquidität;
- das auf die Umsatzerlöse oder Betriebsgröße bezogene Unternehmenswachstum;
- die relevanten Märkte, auf denen die Marktanteile und Marktmacht durch Marktbearbeitung verbessert werden sollen;
- Erhaltung und Verbesserung des Know-how zur Verringerung des Produktrisikos und Verbesserung von Produkt- oder Dienstleistungsqualität;
- Einbeziehung der in der Tabelle enthaltenen Anspruchsgruppen.

Durch die Einbeziehung der Anspruchsgruppen in die Zielfindung entstehen beispielsweise zwischen Aktionären und Arbeitnehmern gegensätzliche Ziele, die im Zielprozess berücksichtigt werden müssen.

## Zielprozesse
Die einzelnen Prozessschritte sind Zielsetzung, Zielformulierung, Zielbeziehungen, etwaige Zielhierarchien und Zielerreichungsgrad.

### Zielsetzung und Zielformulierung
Erst das Aufkommen des entscheidungstheoretischen Ansatzes und des systemtheoretischen Ansatzes machten eine Thematisierung der Zielbildung in Unternehmen in der deutschsprachigen Betriebswirtschaftslehre möglich.
Die Zielsetzung erfolgt durch konstitutive Entscheidungen. Ziele sollen dabei nach Möglichkeit quantifizierbar und klar als „Zielwerte“ formuliert sein. Die Ziele müssen eindeutig, lösungsneutral, inhaltlich und zeitlich operabel und frei von Interpretationsspielräumen sein. Bei der Zielformulierung wird zwischen mengenmäßigen (Absatzmenge) und geldmäßigen (Umsatzerlöse) Unternehmenszielen unterschieden. Eine häufige Zielformulierung wäre „Steigerung der Umsatzerlöse um 2 % in diesem Geschäftsjahr“. Hierdurch wird sowohl die Zielverfolgung als auch die Messung der Zielabweichung erleichtert. Aber auch nicht-quantifizierbare Ziele (wie Image, Reputation, Lieferzuverlässigkeit) werden als zunehmend wichtig erachtet. Die Zielwerte dürfen nicht nur unter den günstigsten Rahmenbedingungen erreichbar sein.
Formalziele sind beispielsweise Gewinnmaximierung oder Kostensenkung, Sachziele dienen der Erfüllung der Formalziele (etwa Verkürzung der Durchlaufzeiten oder Verbesserung der Produkt- oder Dienstleistungsqualität).
Die für die Mitarbeiter gültigen Ziele können nach SMART formuliert werden:
| Buchstabe | Bedeutung (englisch) | Bedeutung (deutsch) | Beschreibung                                                                        |
| --------- | -------------------- | ------------------- | ----------------------------------------------------------------------------------- |
| S         | englisch Specific    | spezifisch          | Ziele müssen eindeutig definiert sein (nicht vage, sondern so präzise wie möglich). |
| M         | englisch Measurable  | messbar             | Ziele müssen messbar sein                                                           |
| A         | englisch Achievable  | erreichbar          | Die Ziele müssen für die Person ansprechend bzw. erstrebenswert sein                |
| R         | englisch Reasonable  | angemessen          | Das gesteckte Ziel muss möglich und realisierbar sein.                              |
| T         | englisch Time-bound  | terminiert          | Das Ziel muss mit einem festen Termin festgelegt werden können.                     |

Die eher groben Unternehmensziele (wie Gewinnmaximierung) werden für Zwecke des Management by Objectives auf operationale Leistungsziele (etwa Marktanteil eines Produkts: 10 %) für jede Organisationseinheit konkretisiert und heruntergebrochen. Dabei dient ein ständiger Soll-Ist-Vergleich im Rahmen der Abweichungsanalyse zur Messung des Zielerreichungsgrades. Kann am Ende einer Rechnungsperiode im Beispiel lediglich ein Marktanteil von 8 % vorgewiesen werden, liegt der Zielerreichungsgrad bei 80 %. Aus der Summe der Einzelziele werden dann die Unternehmensziele aggregiert. Die Mitarbeiter sollen ihre täglichen Arbeitsaufgaben an den ihnen gesetzten Zielen ausrichten und so im Sinne des Management by Objectives arbeiten. Bei der Mitarbeiterbeurteilung kann geprüft werden, inwieweit die Mitarbeiter ihre vereinbarten Ziele erreicht haben.

### Zielbeziehungen

Abstrakte Darstellung der Zielbeziehungen

Sollen zwei oder mehr Ziele gleichzeitig und gleichrangig verfolgt werden, so stehen diese Ziele in einer Zielbeziehung zueinander. Als Beispiel dienen Ziel {\displaystyle Z_{1}} und Ziel {\displaystyle Z_{2}}. Diese können in einer Zielidentität (Zielharmonie), Zielkomplementarität, einem Zielkonflikt oder in Zielneutralität zueinander stehen:
- Um Zielidentität handelt es sich, wenn mindestens zwei Ziele identisch sind. Ziele sind identisch, wenn eine Ergebnisveränderung {\displaystyle \Delta Z_{1}} des ersten Ziels zu einer identischen Ergebnisveränderung des zweiten Ziels {\displaystyle \Delta Z_{2}} führt:[22]

{\displaystyle \Delta Z_{1}=\Delta Z_{2}}.
Sind diese Ziele nicht substituierbar, weil sie im Regelfall unterschiedliche Organisationseinheiten im Unternehmen betreffen, so müssen sie in jedem Bereich verfolgt werden. Ist dies nicht der Fall, kann auf eines der beiden Ziele verzichtet werden.
- Zielkomplementarität liegt vor, wenn jedes Ziel unabhängig vom anderen erfüllt werden kann und eine Ergebnisveränderung {\displaystyle \Delta Z_{1}} des ersten Ziels zu einer ähnlichen Ergebnisveränderung des zweiten Ziels {\displaystyle \Delta Z_{2}} führt:[23]

{\displaystyle \Delta Z_{1}=(f)\Delta Z_{2}}.
Diese Ziele können beibehalten und gleichzeitig verfolgt werden.
- Ein Zielkonflikt (Zielkonkurrenz) ist vorhanden, wenn mindestens zwei Ziele verfolgt werden sollen und nicht gleichzeitig und im selben Umfang erfüllt werden können, weil sie miteinander unvereinbar sind. Maßnahmen zur Steigerung der Zielerreichung beim Ziel {\displaystyle Z_{1}} beeinträchtigen dadurch die Zielerreichung des Ziels {\displaystyle Z_{2}}, so dass gilt:

{\displaystyle \Delta Z_{1}\neq \Delta Z_{2}}.
Soll beispielsweise wegen des Ziels der Gewinnmaximierung der Produktpreis angehoben werden, kann die Nachfrage und die Kundenzufriedenheit sinken, was dem Vertriebsziel („Steigerung der Absatzmenge“) widerspricht. Es muss entschieden werden, welches Ziel vorrangig verfolgt werden soll.
- Um Zielneutralität handelt es sich, wenn eine Ergebnisveränderung beim ersten Ziel keinerlei Auswirkungen auf das Ergebnis des zweiten Ziels hat.

Da sämtliche Ziele zueinander in Zielbeziehungen stehen, sind bei der Zielsetzung alle Ziele auf ihre Kompatibilität zu untersuchen. Zu diesem Zweck gibt es eine Zielbeziehungsmatrix.
Die Zielbeziehungen können wie folgt gegenübergestellt werden:
| Unternehmensziel    | Zielharmonie      | Zielkonflikt         |
| ------------------- | ----------------- | -------------------- |
| Gewinnmaximierung   | Kostensenkung     | Arbeitszufriedenheit |
| Liquiditätsicherung | Zahlungsfähigkeit | Rentabilität         |

Die Kostensenkung steht im Einklang mit der Gewinnmaximierung; da jedoch hierdurch das Arbeitsleid der Arbeitnehmer etwa wegen Steigerung der Arbeitsproduktivität zunimmt, kann die Arbeitszufriedenheit sinken.
Öffentliche Unternehmen (Staatsunternehmen und Kommunalunternehmen) verfolgen das Kostendeckungsprinzip (beispielsweise bei kommunalen Wasserwerken oder Abfallwirtschaft) oder das Zuschussprinzip (etwa kommunale Museen oder Theater). Während beim Kostendeckungsprinzip die entstandenen Gesamtkosten durch die Erlöse möglichst gedeckt werden sollen, ist das Zuschussprinzip dadurch gekennzeichnet, dass die administrierten Preise keine Kostendeckung und keine Gewinnmargen enthalten und deshalb auf Zuschüsse der öffentlichen Hand angewiesen sind.

### Zielhierarchie

Zielpyramide, aufsteigend nach Fristigkeit und Abstraktheit sortiert

Sollen mindestens zwei Ziele gleichzeitig und im selben Umfang erfüllt werden, können potenzielle Zielkonkurrenzen nur durch eine Zielhierarchie vermieden werden. Hierzu wird eine Rangordnung aufgestellt. Ein Beispiel ist das betriebliche Kennzahlensystem, bei dem es gilt, zunächst die als Prioritäten identifizierten Ziele zuerst zu erfüllen. Beim Magischen Viereck haben sich die Deutsche Bundesbank und die Europäische Zentralbank dazu entschieden, dem Ziel der Preisniveaustabilität Vorrang einzuräumen (Art. 127 Abs. 1 AEUV).
Insbesondere bei Großunternehmen (z. B. Weltkonzerne) steigt die systemische Komplexität stark an. Das führt meist dazu, dass nicht vernachlässigbare Zielkonflikte entstehen, so dass bestimmte Ziele gar nicht oder nicht im optimalen Ausmaß verfolgt werden können. In diesen Fällen kann die Aufstellung einer Zielhierarchie notwendig und sinnvoll sein. Andererseits lassen sich auch Ziel-Mittel-Hierarchien aufstellen. Zum Beispiel: Gewinn (Oberziel), Kostensenkung (Zwischenziel), Umsatzmaximierung (Zwischenziel), Produktivität steigern (Unterziel), Wirtschaftlichkeit steigern (Unterziel). In dieser Hierarchieart wird nicht nur die Priorität der einzelnen Ziele abgebildet, sondern Oberziele werden durch Zwischenziele und Unterziele weiter konkretisiert und somit werden erste Handlungsanleitungen gegeben.

### Zielerreichungsgrad
Der Zielerreichungsgrad (oder Zielerfüllungsgrad) gibt an, inwieweit ein gesetztes Ziel durch den Ist-Zustand erreicht worden ist. Der Zielerreichungsgrad {\displaystyle ZG} ergibt sich aus der Gegenüberstellung des tatsächlich erreichten Ist-Zustands {\displaystyle Z_{i}} und dem geplanten Soll-Zustand {\displaystyle Z_{s}}:
{\displaystyle \mathrm {ZG} ={\frac {Z_{\mathrm {i} }}{Z_{\mathrm {s} }}}}.
Wurde beim Ziel „Steigerung der Absatzmenge auf 5000 Stück im Geschäftsjahr“ eine tatsächliche Absatzmenge von 4000 Stück verkauft, liegt der Zielerreichungsgrad bei 80 %.
Es gibt Key Performance Indicators (KPI), die das Zielniveau bestimmen. Die EBIT-Marge hat sich beispielsweise zu einem ergänzenden Rentabilitäts-KPI entwickelt, der Cashflow zum Finanzierungs-KPI.

## Zielvereinbarungen
Im Rahmen der Führungstechnik der Führung durch Zielvereinbarung (englisch Management by Objectives) können auf der Grundlage betriebswirtschaftlicher Kennzahlen unter anderem folgende Zielvereinbarungen getroffen werden:
| betriebliche Funktion | Zielvereinbarung                                 |
| --------------------- | ------------------------------------------------ |
| Personalwesen         | Verminderung des Krankenstandes von 6 % auf 4 %  |
| Produktion            | Verminderung der Ausschussquote von 3 % auf 1 %  |
| Finanzierung          | Erhöhung der Eigenkapitalquote von 28 % auf 33 % |
| Vertrieb              | Erhöhung der Exportquote von 8 % auf 10 %        |

Zur Erreichung dieser Ziele stehen meist mehrere Handlungsalternativen zur Verfügung. Ein hoher Krankenstand beispielsweise kann viele Ursachen haben, die bekämpft werden müssen. Hierzu gehören Arbeitsbelastung, Arbeitsleid, Arbeitsmotivation, Arbeitsschutz, Arbeitsschwere, Arbeitssicherheit, Betriebsklima als mittelbare Ursachen und betrieblicher Gesundheitsschutz als unmittelbare Ursache.

## Zielfunktionen
Es gibt drei Funktionen von Zielen:
- Ohne Ziele können Probleme nicht erkannt werden: In diesem Sinne ist ein Problem die negative Abweichung des Ist-Zustands vom angestrebten Soll-Zustand. Diese Schwachstellen gilt es, zu beseitigen.
- Rationale Entscheidungen können nur getroffen werden, wenn die Entscheidungsträger ihre Handlungsalternativen am Ziel orientieren und diejenige Alternative auswählen, die (am ehesten) zielkonform ist (siehe Nutzwert).
- Ein Kontrollprozess ist nur möglich, wenn ein Soll-Ist-Abgleich stattfindet, der die Kenntnis des Ziels voraussetzt. Eine Abweichungsanalyse kann dann die Probleme aufdecken, die es zu beseitigen gilt.

Das Performance Management hat unter anderem die Aufgabe, die aus der unvollkommenen Erfüllung der Zielfunktionen resultierenden Mängel abzustellen.
Unternehmensphilosophie und Betriebszweck beispielsweise definieren das Selbstverständnis des Unternehmens und bieten so den Mitarbeitern die Möglichkeit zur Identifikation mit den Leitbildern der Unternehmung sowie anderen Interessengruppen einen Anhaltspunkt „wohin die Reise geht“: Orientierungs-, Identifikations- und Motivationsfunktion.
Werden Ziele auf untere Hierarchie-Ebenen heruntergebrochen, also konkretisiert, dann sind es Handlungsziele oder Handlungsanleitungen: Steuerungs-, Kontroll-, Bewertungs- oder Kommunikationsfunktion.
Die strategische Planung ist die gemeinsame und gleichzeitige Bestimmung der Zielinhalte und Maßnahmen/Maßgrößen, um die Ziele zu erreichen. Die strategischen Entscheidungen beeinflussen den Unternehmenserfolg nachhaltig und langfristig. Strategie wird definiert als die grundsätzliche, langfristige Verhaltensweise (Maßnahmenkombination) der Unternehmen gegenüber ihrer Umwelt zur Verwirklichung der langfristigen Ziele.
Die operative Planung ist die Ebene der kurzfristigen Unternehmensplanung, in der die Umsetzung und Kontrolle der strategischen Planung erfolgt. Dazu bedarf es einer Aufgliederung der strategischen Pläne auf die (Teil-)Perioden der kurzfristigen Planung sowie einer Zuordnung auf die Funktionsbereiche der operativen Organisation. Das Kennzahlensystem entspricht dem Informationsbedarf der Unternehmensfunktionsbereiche. Jeder Abteilungsleiter wird in Zusammenarbeit mit seiner Abteilung spezifische Kennzahlen herausarbeiten.
Auf der Grundlage der motivierenden Wirkung von Zielen wird die Führung durch Zielvereinbarung (englisch Management by Objectives) vielfach als Führungsinstrument eingesetzt.

## Einschränkungen und Grenzen
Die hier zu Grunde liegende Theorie der Unternehmung geht davon aus, dass die Akteure des Unternehmens rational handeln, z. B. in der Art eines homo oeconomicus (theoretisches Modell eines Nutzenmaximierers). Solche Modellannahmen ermöglichen zwar, elementare wirtschaftliche Zusammenhänge abzubilden, sind aber für eine Detailanalyse eher ungeeignet. So werden etwa in der Neuen Institutionenökonomik Faktoren wie asymmetrische Information, begrenzte Rationalität und Opportunismus berücksichtigt, um zu realitätsnäheren Annahmen zu gelangen.
Auch das Mülleimer-Modell der Organisation gibt zu bedenken, dass keine eindeutigen Informationen, Ziele oder Messkriterien, sondern eher falsche/fehlende Informationen und logisch nicht vereinbare Ziele in einer komplexen undurchschaubaren Umwelt vorliegen können.
Ferner ist von Bedeutung, inwieweit die von der formalen Organisation beschriebenen Ziele von den Mitgliedern getragen werden. Je nachdem ob es das organisationale Commitment zulässt, entstehen neben offiziellen Organisationszielen der formalen Organisation (von der Führungshierarchie getragen) auch Abteilungs- oder Gruppenziele sowie Ziele der einzelnen Organisationsmitglieder (Individualziele).